# Charlie (album)
Charlie is het zevende studioalbum van de Britse muziekgroep Charlie. 

## Achtergrond
Na de successen van de albums Hi Infidelity (REO Speedwagon, 1980), Escape (Journey, 1981) en Toto IV (Toto, 1982) wil Charlie eveneens een stap in de richting van Amerikaanse AOR maken en zo komt Terry (Wilson-) Slesser van Crawler de band versterken. Het album wordt opgenomen in de Jam Studio in Londen onder de productieleiding van Kevin Beamish, die ook de Amerikaanse AOR-grootheid REO Speedwagon onder handen had. Mede om die reden klinkt de muziek iets meer als AOR uit de Verenigde Staten, zoals die van Journey, maar dan minder stevig. Het album wordt uitgegeven door Mirage Records. Geen gelukkige keuze, want na het volgende album wordt dit platenlabel opgeheven.

## Ontvangst
It's inevitable wordt veel op de radio gedraaid en waarschijnlijk ook vaak op MTV getoond, maar een echte bestseller wordt het niet.

## Musici
- Terry Wilson-Slesser - zang
- Terry Thomas – gitaar, zang
- John Anderson – basgitaar, zang
- Robert Henrit – slagwerk, percussie (ex-Argent)
- Steve Gadd - slagwerk (niet dé Steve Gadd)

## Tracklist
| Nr. | Titel                    | Duur |
| --- | ------------------------ | ---- |
| 1.  | It's inevitable          |      |
| 2.  | Tempted                  |      |
| 3.  | Spend my life with you   |      |
| 4.  | Never too late           |      |
| 5.  | Playing to win           |      |
| 6.  | The heartaches begin     |      |
| 7.  | You're everything I need |      |
| 8.  | This time                |      |
| 9.  | Can't wait 'til tomorrow |      |